# Rudá armáda
Rudá armáda, celým názvem Dělnicko-rolnická Rudá armáda (rusky Рабоче-крестьянская Красная армия, Raboče-kresťjanskaja Krasnaja armija (РККА nebo RKKA), zkráceně jen Красная армия) byla armáda bolševického Ruska (1918–1922) a posléze Sovětského svazu (1922–1946). S pomocí bývalých důstojníků a specialistů carské armády ji během ruské revoluce (28. ledna 1918) z pověření Rady lidových komisařů založil Lev Trockij jako nástupkyni Rudé gardy. Podle slov Vladimira Lenina byla zprvu určena „pro systematické vojenské akce k získání, vybojování, sběru a svozu obilí a topiva“ např. pro akce typu s kulomety pro obilí. Představiteli komunistického režimu, socialistického realismu v kultuře a budovatelské poezie byla opěvována jako „armáda míru“.
Označení rudá vzniklo z ruského výrazu krasnyj (= rudý), což mělo symbolizovat krev pracující třídy prolitou v boji proti kapitalismu a víru v rovnost a bratrství všech lidí (v českém překladu se proto vojáci nazývali jak Rudoarmejci, tak i Krasnoarmějci) a zároveň se vyhrazovalo jako protipól Bílé gardy (krasnogvardějci proti bělogvardějcům). Po skončení druhé světové války bylo rozhodnuto o změně názvu a 25. února 1946 byla Rudá armáda oficiálně přejmenována na Sovětskou armádu (rusky Советская Армия (СА)/Sovjetskaja Armija), jako výraz cti vojákům ve Velké vlastenecké válce.
Rudá armáda měla nenahraditelný a v mnoha směrech rozhodující[ujasnit] podíl na vítězství, kterého dosáhli ve druhé světové válce Spojenci nad Osou Berlín–Řím–Tokio, především nad nacistickým Německem. Počáteční rychlý postup Wehrmachtu po přepadu Sovětského svazu v roce 1941 (Operace Barbarossa) se Rudé armádě podařilo ještě v témže roce zastavit před Moskvou. Během rozsáhlých bojových aktivit na východní frontě, tedy na sovětském území, se Rudá armáda střetávala s pozemními vojsky Wehrmachtu a s divizemi Waffen-SS na linii dlouhé tisíce kilometrů od hustých pobaltských a běloruských lesů po rozlehlé jihoruské stepi (mj. Bitva u Stalingradu), čímž bylo vázáno 70 až 80 % německých pozemních sil angažovaných ve válce v Evropě. Tyto německé armády byly Rudou armádou s obrovskými vlastními ztrátami na lidech a materiálu z velké části zničeny. To ve svém důsledku znamenalo, že nacistické Německo nemohlo velkou část svých vojsk použít ani na frontách v Africe nebo při italském tažení západních spojenců, ani na západní frontě po vylodění Američanů a Britů v Normandii a následných bitvách. Byla to právě Rudá armáda, která se probojovala již v únoru 1945 na německé území, 60 kilometrů od Berlína.

## Historie

### Mechanizace a modernizace

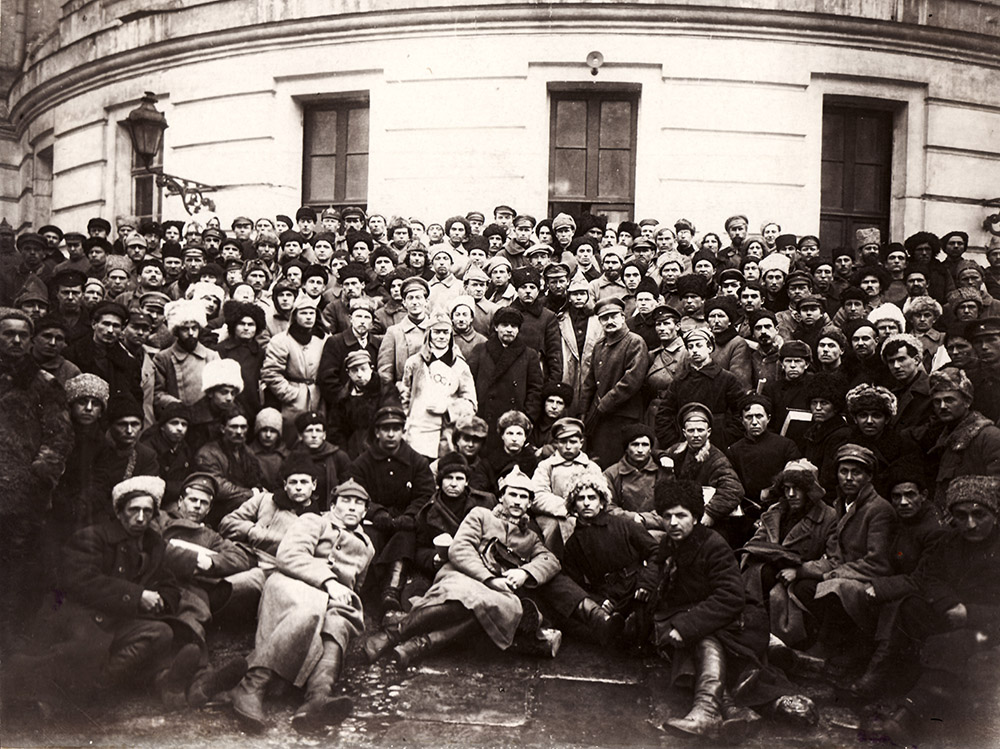
Vladimir Iljič Lenin, Kliment Jefremovič Vorošilov, Lev Davidovič Trockij a vojáci Rudé armády, Petrohrad 1921

Vojenské insignie Rudé armády, 1919–1924

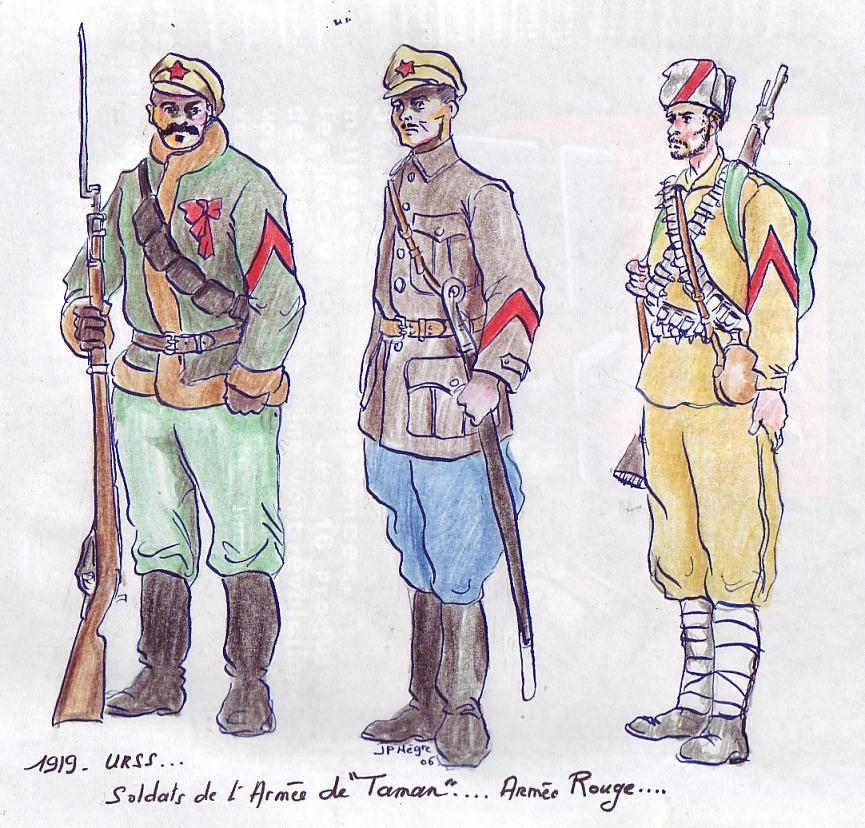
Příklady uniforem rudé armády během občanské války

Po vítězství bolševiků v ruské občanské válce v roce 1922 přišlo uklidnění rozbouřené mezinárodní situace. Proto bylo možno snížit počty vojáků na mírové stavy. Jako první odcházeli důstojníci sloužící původně v carské armádě, avšak byly rozpouštěny také celé jednotky.
V roce 1924 začali komisař pro obranu Michail Frunze a jeho zástupce Michail Tuchačevskij Rudou armádu modernizovat. To se nelíbilo tradicionalistům, které reprezentovali Semjon Buďonnyj a Kliment Vorošilov. Snaha o modernizaci skončila o rok později, Frunze zemřel za podezřelých okolností a Tuchačevskij byl degradován na velitele leningradského vojenského okruhu. Situace se změnila na začátku 30. let. Generální tajemník Komunistické strany a fakticky vůdce Sovětského svazu Josif Vissarionovič Stalin usoudil, že Rudou armádu je nutno modernizovat, aby mohla obstát v případné válce s jinými velmocemi.
Roku 1931 byl Tuchačevskij jmenován náčelníkem pro vyzbrojování Rudé armády. Začal rozsáhlý projekt, s cílem vytvořit z Rudé armády moderní, silnou, bojovou složku, která by neměla konkurenci. V rámci dvou pětiletých plánů (1928–1937) proběhla rozsáhlá industrializace, která změnila Sovětský svaz z agrárního státu v průmyslovou velmoc.[zdroj?]
Kolem Tuchačevského se shromáždili schopní a prozíraví velitelé a vojenští teoretikové, inspirovaní myšlenkami mechanizovaného vedení boje a bleskové války. Dali podnět k modernizování tankových závodů ve Stalingradu, Charkově, Čeljabinsku i Leningradě a výroba tanků prudce vzrostla. V roce 1932 už měl Sovětský svaz více tanků než francouzská armáda. Rozběhla se i výroba letadel. Pouhá produkce zbraní a techniky však nestačila, a proto bylo nutné vypracovat moderní taktiku vedení boje.[zdroj?]
Nová vojenská doktrína byla vytvořena tak, že při útoku měly tankové brigády soustředěné do mechanizovaných armádních sborů prolomit nepřátelské obranné linie za podpory střemhlavých bombardérů, proniknout do týlu protivníka, jeho jednotky obchvátit z boku a obklíčit. Likvidaci těchto ohnisek odporu měla zajistit mechanizovaná pěchota podporovaná samohybným dělostřelectvem, zatímco by se tankové jednotky přeskupily a zahájily další postup do nitra nepřátelského území. Poté měl proti zaskočenému a zmatenému nepříteli následovat „hloubkový útok“ ze vzduchu. Letecký výsadek parašutistů, vyzbrojených speciálními lehkými tanky, obrněnými transportéry a dalšími druhy podpůrných zbraní, by udeřil hluboko v týlu nepřítele a zmocnil se strategických cílů (mosty přes vodní toky, železniční stanice, týlové sklady, velitelská stanoviště atd.). Nepřítel, jenž by byl těmito útoky spíš ochromen a paralyzován než fyzicky zničen, by tak byl následně donucen ke kapitulaci. Mechanizované sbory se staly silnými útvary nejen pro útočné, ale i pro obranné operace. Tyto předpisy teoreticky pozvedly taktiku Rudé armády na vyšší úroveň než byla srovnatelná úroveň možných nepřátel.[zdroj?]
Rudá armáda se teoreticky stala celosvětově největší a nejmodernější armádou. Byla do značné míry mechanizovaná, dobře vybavená a vedená. Podle některých autorů se žádná armáda západních velmocí, včetně německého Wehrmachtu, s tehdejší Rudou armádou nemohla měřit. Během kyjevských manévrů v roce 1935 generál Jona Jakir úspěšně demonstroval, jak mohou pozemní jednotky operovat při dobré součinnosti s letectvem. O rok později byl úspěch zopakován v Bělorusku. Tentokrát byli přítomni i zahraniční pozorovatelé, na které udělala tato demonstrace síly velký dojem. A právě obdiv Západu k těmto mužům, kteří za své postavení vděčili svému umu, se stal pro některé trnem v oku. Tuchačevskij navíc otevřeně kritizoval nacistické Německo a varoval před jeho agresí. Stalin se také obával, že tito profesionální vojáci, kteří Rudou armádu učinili prvotřídní bojovou složkou, by se mohli spiknout s jeho protivníky. Takže i v armádě docházelo k procesům, věznění a popravám, známým jako velká čistka.[zdroj?]

### Velká čistka

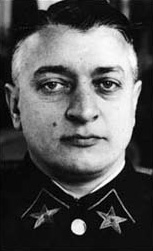
Maršál Michail Tuchačevskij popravený během velké čistky v červnu 1937.

Josif Vissarionovič Stalin rozpoutal ve snaze zbavit se veškeré skutečné i domnělé opozice teror proti armádnímu velení. Obrovskému politickému útlaku, věznění a popravám padl za oběť velký počet zkušených armádních důstojníků, z toho několik desítek vysoce postavených generálů, včetně tří maršálů SSSR Michaila Tuchačevského, Vasila Bljuchera a Alexandra Jegorova, kteří byli popraveni. Dále byli popraveni čtyři z pěti armádních generálů prvního stupně – Jona Jakir, Jeronim Uborevič, Ivan Bělov a Sergej Kameněv. Dále byli popraveno všech deset armádních generálů 2. stupně. Z vrchního velení armády čistky přežili pouze tři generálové. Osobní přátelé Stalina Kliment Vorošilov, Semjon Buďonnyj a uznávaný vojenský teoretik Boris Šapošnikov. Tato genocida nejvyšší generality Rudé armády se pravděpodobně podepsala na její koncepci a její celkové síle, přestože názory se různí. Na velitelské posty se dostali stalinisté, z nichž někteří slepě vyznávali tradiční způsob boje, založený na jezdectvu a proletářském nadšení. Tito velitelé byli na jednu stranu velmi loajální vůči Stalinovi a komunistické straně, ale zároveň nezkušení. Jejich schopnosti nestačily na vedení velkých mechanizovaných útvarů v případě bleskové války. Úroveň a efektivita velení, stejně jako úroveň vzdělání na vojenských akademiích čistkami velmi utrpěly.
Politické překážky a zavádění nových opatření se staly obrovskou brzdou v dalším vývoji. Největší politickou překážkou bylo opětovné zavedení systému „dvojího velení“ a znovuvytvoření pozice politického komisaře. Každá jednotka o velikosti praporu a výše měla vlastního politruka, který schvaloval veškeré podstatné rozkazy velitele jednotky. Politruci mnohdy neměli vyšší vojenské vzdělání a vybíráni byli na základě věrnosti Komunistické straně Sovětského svazu. Obecně se politruci věnovali politickému školení jednotky, vytváření morálky a do vojenských záležitostí se nemíchali. Ve skutečnosti však mnozí politruci svého postavení zneužívali k zastrašování čestných velitelů i k osobnímu prospěchu. Vměšovali se do velení jednotek a hráli si na vojevůdce, což mělo pro Rudou armádu v následujících válečných konfliktech mnohé destruktivní důsledky.
Dalším nástrojem komunistické strany zavedeným během čistky v Rudé armádě bylo členství řadových vojáků v Komsomolu. Díky velké podpoře vedením strany počet členů Komsomolu v armádě v letech 1937–1938 rapidně vzrostl. Členové ve vojenských jednotkách svolávali schůze, během kterých mnohdy kritizovali a odsuzovali své velitele a komisaře. To způsobilo, že v armádě začala upadat běžná vojenská disciplína a došlo k úplnému morálnímu rozkladu, který se projevil nejen za zimní války proti Finsku, ale především za války s Německem. Stalin svou velkou čistkou sice zlikvidoval opozici a upevnil svou moc, ale zároveň značně poškodil Rudou armádu. To umožnilo nacistickému Německu převzít v začátku války proti Sovětskému svazu iniciativu.

### Španělská občanská válka
| Druh                        | 1930 | 1932 | 1934 | 1936 | 1938  |
| --------------------------- | ---- | ---- | ---- | ---- | ----- |
| Dělostřelecké systémy       | 952  | 2574 | 4123 | 5235 | 16459 |
| Dělostřelecké náboje (tis.) | 790  | 1224 | 1504 | 5200 | 18099 |
| Letecké bomby (tis.)        | 14   | 147  | 369  | 600  | 2834  |
| Kulomety (tis.)             | 9,6  | 45   | 29,2 | 31,1 | 96,4  |
| Tanky                       | 170  | 3038 | 3565 | 4804 | 29860 |
| Letadla                     | 899  | 1734 | 3109 | 2688 | 10758 |

Roku 1936 vypukla ve Španělsku občanská válka. Na straně oficiální vlády stáli levicoví republikáni a na straně druhé povstalečtí nacionalisté vedení generálem Frankem. Pro Sovětský svaz to byla perfektní příležitost, jak vyzkoušet novou doktrínu mechanizovaného boje v praxi. Do Španělska se vypravil kontingent vojenských poradců, dobrovolníků a tanková brigáda s nemalým počtem tanků (hlavně T-26 a BT-5). Z počátku neměly sovětské jednotky rovnocenného soupeře (lepší kvalita výzbroje), ale jakmile bylo velení svěřeno nezkušeným republikánům, začala se situace měnit. Tankové jednotky byly nasazovány jednotlivě a velice trpěly palbou dělostřelectva a výbuchy protitankových min. Generál Dmitrij Pavlov vyvodil z konfliktu chybné závěry, že tanky by měly fungovat jako podpůrná zbraň pěchoty, nikoliv jako mohutný obrněný celek. Nízká bojová účinnost byla způsobena také špatnou komunikací a nedostatečnou koordinací tanků, letectva, dělostřelectva a pěchoty. Z důvodů velké čistky, kdy si nikdo z generálů ani důstojníků nemohl být jist životem docházelo k bagatelizování vážných nedostatků, které se plně projevily během zimní války s Finskem a druhé světové války.

### Sovětsko-japonské pohraniční konflikty

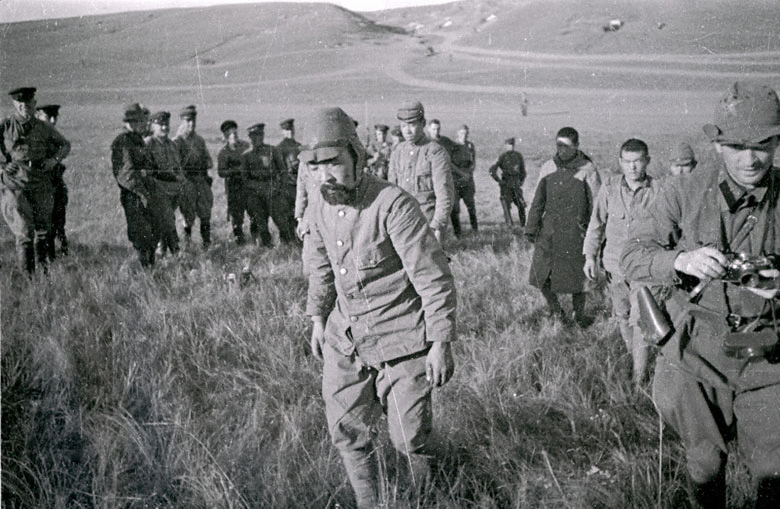
Zajatí japonští vojáci po bitvě u řeky Chalchyn

Už od obsazení Mandžuska roku 1931 ohrožovalo císařské Japonsko sovětské a mongolské hranice na dálném východě. Pohraniční potyčky s jednotkami Kuantungské armády přerostly roku 1938 v japonskou invazi. Střet vyústil v bitvu u jezera Chasan, jež skončila na mrtvém bodě. Japonci nadále tvrdili, že řeka Chalcha tvoří hranici mezi státem Mandžukuo a Mongolskem, kdežto Sověti trvali na tom, že hranice probíhá 16 kilometrů východněji u vesnice Nomonhan. V květnu 1939 došlo k dalším pohraničním střetům a japonská 6. armáda zahájila útok na Mongolsko, které bylo spojencem SSSR. Do cesty se jim postavily jednotky dálněvýchodního frontu pod velením generála Georgije Žukova, které pomocí kombinovaných mechanizovaných útoků podporovanými dělostřelectvem a letectvem nepřátelský postup zastavily, přestože Japonci měli proti nim převahu 4 : 1. Za úsvitu 20. srpna zahájila Rudá armáda rozsáhlou protiofenzívu. Tankové jednotky pronikly za mohutné dělostřelecké a letecké podpory japonskou obranou na křídlech a v týlu odřízly Japoncům ústupovou cestu u vesnice Nomonhan. V těsném závěsu za tanky postupovala pěchota, jež představovala druhou údernou vlnu. 31. srpna se zbylé japonské jednotky vzdaly. Bitva u řeky Chalchyn potvrdila teorii maršála Tuchačevského a jeho víru v moderní, mechanizovaný způsob boje a prakticky ukázala, že velké tankové síly jsou v koordinaci s letectvem a mobilním dělostřelectvem velmi efektivní. Porážka donutila Japonce odstoupit od plánu na obsazení Sibiře a střední Asie.

### Druhá světová válka

#### Invaze do Polska

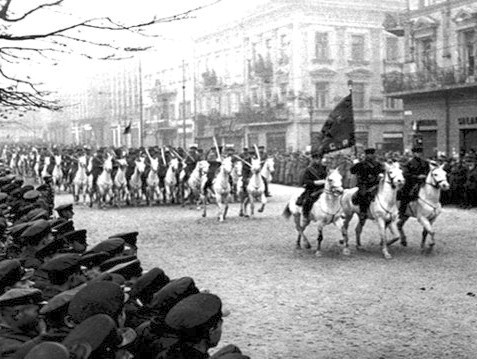
Sovětská přehlídka ve Lvově, 1939

23. srpna 1939 byl v Moskvě podepsán Pakt Ribbentrop–Molotov, jenž stvrzoval dohodu o neútočení mezi Třetí říší a Sovětským svazem. V tajném dodatku se oba státy dohodly na rozdělení Polska tak, že SSSR napadne Polsko z východu. Velitelem operace byl jmenován Semjon Timošenko. Celkem bylo sovětské velení připraveno nasadit k invazi 750 000 vojáků s 3 000 tanky a obrněnými vozidly Ráno 17. září překročila Rudá armáda za nedobře koordinovaného postupu a bez vyhlášení války polské hranice. Hranici, dlouhou 1 400 km, drželo kolem 30 000 polských obránců pod vedením generála Wilhelma Orlika-Rückemanna. Polský odpor byl snadno překonán díky obrovské početní převaze Rudé armády a navíc se Polsko už dva týdny zoufale bránilo proti německé invazi ze západu. Během této kampaně se opět projevily nedostatky ze španělské občanské války. Stalinisté nebrali v úvahu naléhání Stavky, která upozorňovala na do očí bijící rozdíl v efektivitě velení a koordinaci jednotek mezi Wehrmachtem a Rudou armádou. V listopadu započala reorganizace, při které byly rozpuštěny čtyři tankové sbory.

#### Zimní válka
Stalin měl ambice získat území carského Ruska, která byla pro Rusko ztracena po první světové válce. Tato území zahrnovala velkou část současného Polska, Pobaltí, Finsko a tehdejší rumunská území Besarábie a severní Bukoviny. Jako první přišlo při těchto snahách na řadu Finsko. Rudá armáda s 600 000 vojáky, 1 000 tanky a 1 000 letadly vtrhla do hustých lesů a močálů Finska, kde očekávala rychlé a slavné vítězství. Velení bylo svěřeno generálu Kirillu Mereckovovi. Ačkoliv finské vojenské jednotky měly nedostatek protitankových zbraní a postrádaly moderní tankové a letecké síly, zakládaly svoji bojovou odhodlanost na ryzí morálce, železné disciplíně, entuziasmu a znalosti terénu, který byl nevyhovující pro masové útoky obrněné techniky. Časně ráno 30. listopadu 1939 započaly sovětské útoky v oblasti Karélie a Karelské šíje na tzv. Mannerheimovu linii. Po počátečním postupu byli Sověti zastaveni a utrpěli těžké ztráty. Finové obratně využívali slabiny a nedostatky rudoarmějců, kdy tankové jednotky nalákali do pasti, zatarasili jim cestu pomocí přírodních překážek a následně je zničili náložemi a zápalnými lahvemi (které pojmenovali Molotovovy koktejly). Důležitou roli sehráli finští odstřelovači, kteří ze svých dobře maskovaných úkrytů likvidovali pěchotu Rudé armády z velké vzdálenosti. Rudoarmějci často vyráželi do útoku bez průzkumu a s nedostatečnou palebnou podporou, takže byli vydáni na milost a nemilost finské kulometné a protitankové palbě. Faktem však zůstává, že zima 1939–1940 byla jednou z nejstudenějších ve 20. století, což ovlivnilo průběh vojenských operací.[zdroj?]

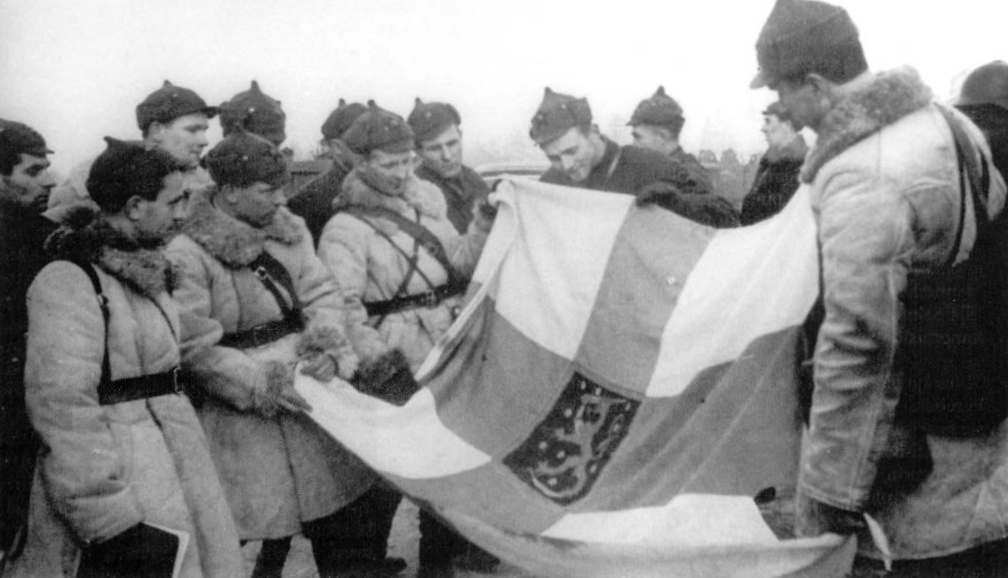
Vojáci Rudé armády s ukořistěným finským praporem, březen 1940

Odpor Finů, minová pole, palebné léčky, tuhá zima a velké ztráty silně demoralizovaly vojáky Rudé armády. Na začátku roku 1940 Kliment Vorošilov odvolal Mereckova a velení převzal Semjon Timošenko. Ten obnovil 1. února útok na Mannerheimovu linii a využil k tomu všechny dostupné zdroje, včetně letectva. Masivní útok po celé šíři Karelské šíje a vzdušná převaha sovětského letectva způsobily, že po čtrnácti dnech zuřivých bojů musely finské jednotky ustoupit. Finové sáhli k zoufalému kroku, když odstřelili stavidla a hráze průplavu Saimaa, aby vzniklé záplavy zbrzdily nepřátelský postup a vlastní jednotky získaly čas k ústupu na západ. Zaplavená území a potíže se zásobováním zbrzdily další postup Rudé armády a nastala patová situace. Dne 12. března 1940 (13. března finského času) byl podepsán Moskevský mír. Finsko muselo SSSR odstoupit značnou část svého území (celkem 57 000 km² v oblasti Karélie), ale na druhou stranu uhájilo svou nezávislost. Ztráty Rudé armády činily 400 000 vojáků (mrtvých, zraněných a zajatých), 3 500 tanků a obrněných vozidel a 600 letadel. Finové přišli o 71 000 vojáků, 16 tanků a 70 letadel.[zdroj?]
Zimní válkou proti Finsku ztratila Rudá armáda reputaci efektivní a za každých okolností bojeschopné složky. Nedostatečný úspěch finského tažení byl zapříčiněn:
- podceněním obranyschopnosti Finů
- chaosem v týlu Rudé armády
- chybnou taktikou vedení boje
- neschopností velitelského a vyššího velitelského sboru
- nízkou kvalitou štábu
- zastaralostí vojenských předpisů a polních řádů
- špatnou komunikací mezi pěchotou, dělostřelectvem, letectvem a tanky

Značnou odpovědnost za částečný neúspěch vojenského tažení nesli i političtí komisaři, kteří se vměšovali do velitelských kompetencí, přestože neměli vojenské vzdělání a svým jednáním bojové úsilí velitelů spíše podkopávali.

#### Válka s Německem (1941–1945)

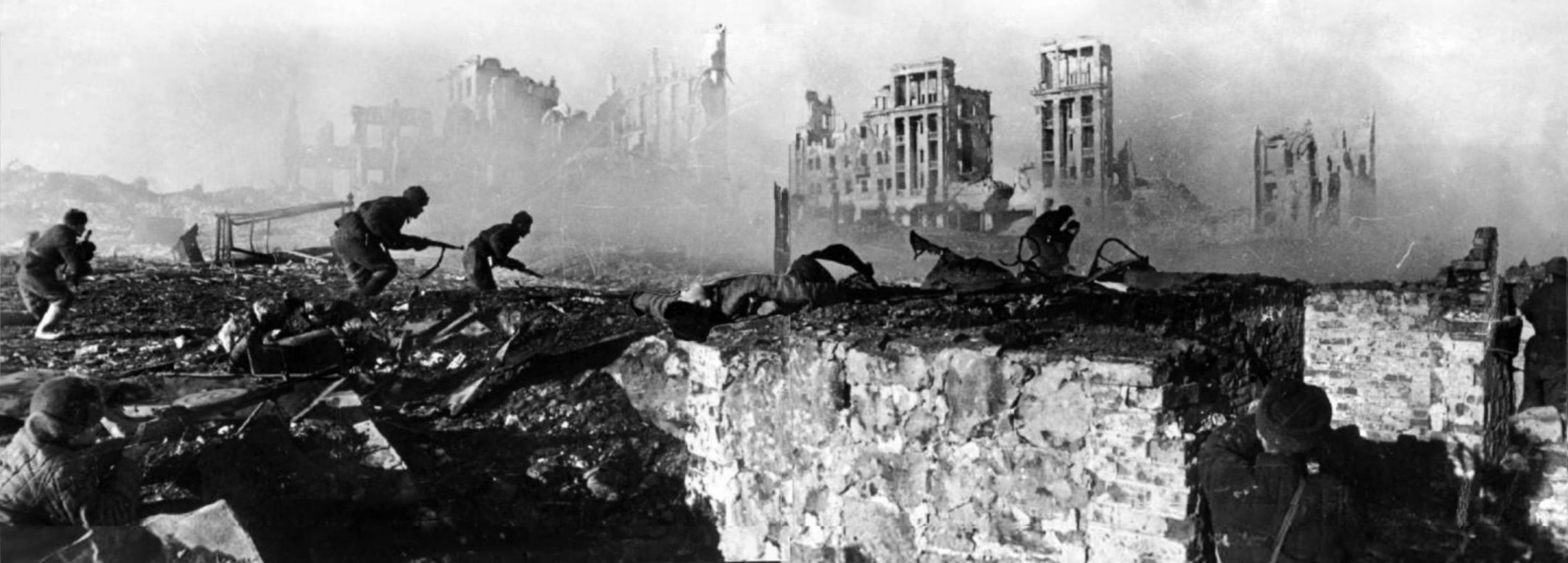
V bitvě u Stalingradu zahynulo 500 000 rudoarmějců

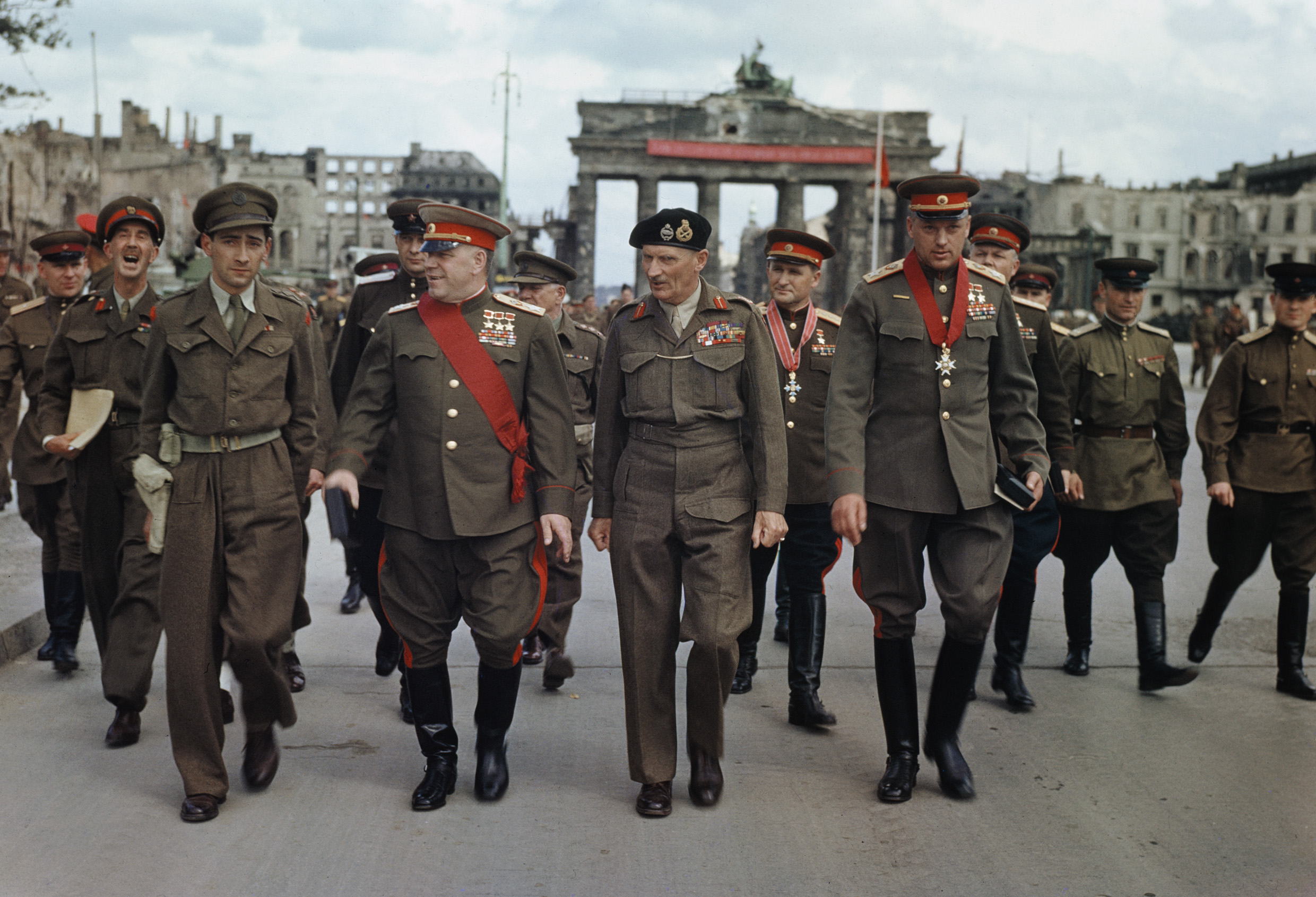
Sovětští velitelé Žukov, Sokolovskij a Rokossovskij s britským velitelem Montgomerym v Berlíně 12. července 1945

Po počátečním náporu německého Wehrmachtu, který přinesl Rudé armádě několik drtivých porážek, utrpěla německá vojska první porážku od Rudé armády pod vedením generála Žukova v bitvě před Moskvou. Vítězství rudoarmějců v bitvách u Stalingradu a u Kurska znamenala obrat ve vývoji 2. světové války v neprospěch nacistického Německa.[zdroj?]
V průběhu Velké vlastenecké války, kterou v letech 1941–1945 vedl Sovětský svaz zcela převážně proti nacistickému Německu, sloužilo v Rudé armádě celkem 35 milionů sovětských občanů. Podle oficiálních odhadů bylo zabito v boji nebo pohřešováno 8,7 milionu rudoarmějců, z toho bylo 5,8 milionu Rusů, 1,4 milionu Ukrajinců a 1,5 milionu příslušníků ostatních sovětských národů. Dalších 15 milionů vojáků Rudé armády utrpělo v boji zranění. Dále zemřelo v letech 1941–42 v německém zajetí okolo 3 milionů zajatých rudoarmějců, což byla součást německého plánu genocidy slovanských národů, tzv. Generalplan Ost.
V bojích s Rudou armádou zahynulo přibližně 5 milionů vojáků Wehrmachtu a jiných na straně nacistického Německa bojujících armád. I po otevření západní fronty v Normandii v červnu 1944 připadalo 68,5 % vojenských ztrát nacistického Německa na východní frontu. Na vítězství Rudé armády měla nemalý vliv nákup materiálu od spojenců, který Sovětský svaz splácel už za války dodávkami nerostných surovin i v letech po válce. V prvních dvou letech byla anglo-americká pomoc ještě malá a nejvíce materiálu bylo dodáno po polovině roku 1943, tedy až po vítězných bitvách u Moskvy, Stalingradu a Kursku. V roce 1945 byla už celá třetina nákladních vozů používaných Rudou armádou americké výroby.
Maršál Sovětského svazu Georgij Konstantinovič Žukov v této souvislosti prohlásil:
| „                              | "Dnes se říká, že nám Spojenci nikdy nepomohli... Ale sotva lze popřít, že nám Američané dodávali obrovské množství materiálu, bez něhož bychom nemohli formovat naše zálohy, a ani pokračovat ve válce... Dostali jsme 350 000 aut, a jakých aut! Chyběly nám výbušniny, střelný prach, neměli jsme ani čím plnit patrony do pušek. Američané nás (i v tom) opravdu dostali z nouze." | “ |
| — Georgij Konstantinovič Žukov | |   |

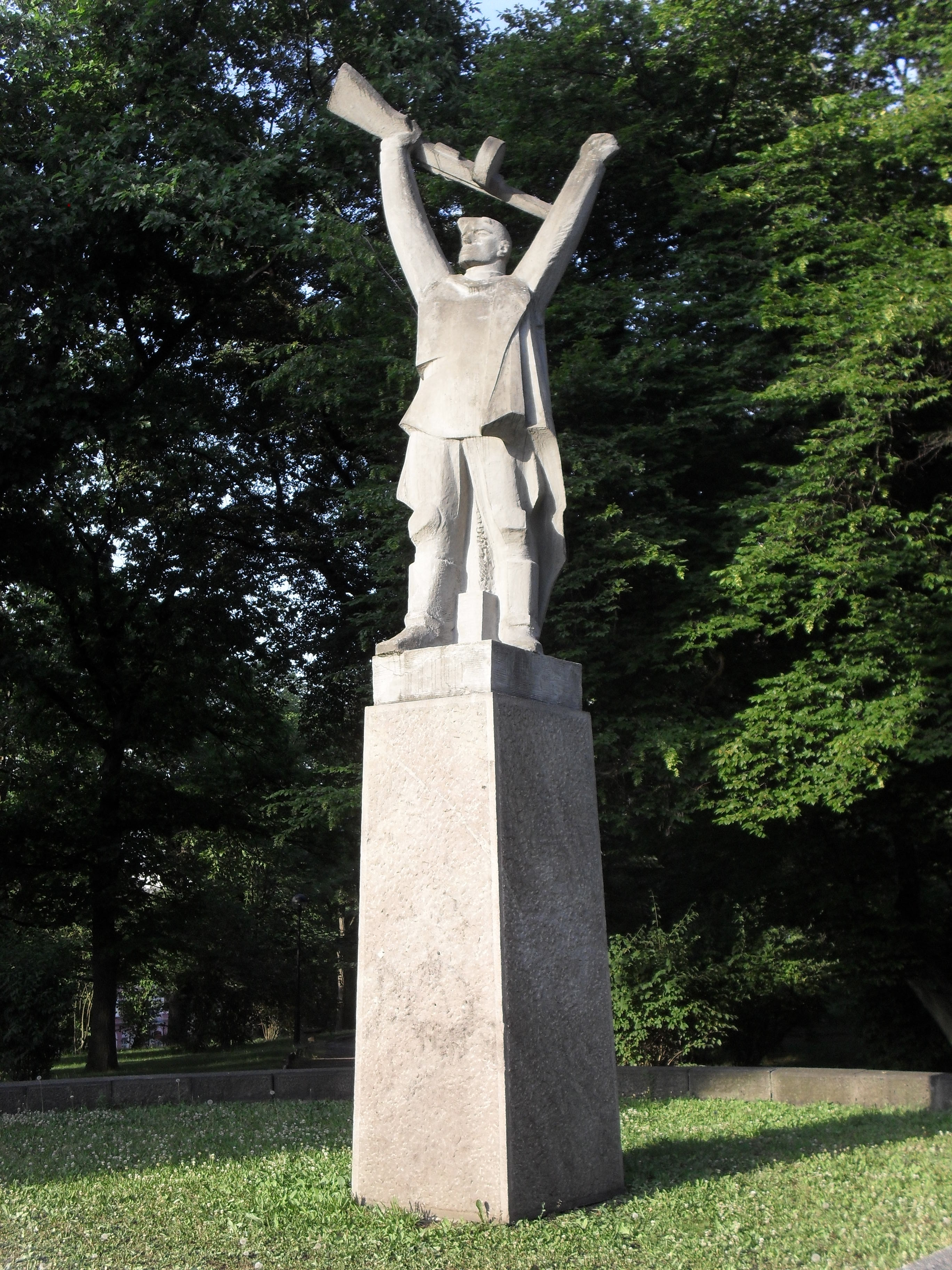
Památník padlých rudoarmějců v Teplicích, který byl zničen v květnu 2025

Při bojích v Československu zemřelo přibližně 140 000 vojáků Rudé armády, mnozí padli během karpatsko-dukelské operace na severovýchodě Slovenska, kde bojovali po boku příslušníků 1. čs. armádního sboru.
Nejbližší poradce amerického prezidenta Franklina Delano Roosevelta Harry Hopkins zhodnotil rozhodující podíl Rudé armády na porážce nacistického Německa ve druhé světové válce již v roce 1943 takto:
| „ | "Ve válce zaujímá Rusko dominantní postavení a bude mít hlavní roli při porážce Osy v Evropě. Zatímco na Sicílii musí čelit síly Velké Británie a Spojených států dvěma německým divizím, ruská fronta na sebe váže přibližně 200 německých divizí. ... Bez válečného zapojení Ruska nemůže být Německo poraženo". | “ |
| — Memorandum pro zvláštního poradce prezidenta Roosevelta Harryho Hopkinse, Washington, D.C., 10. srpna 1943 | |   |

### Národnostní složení

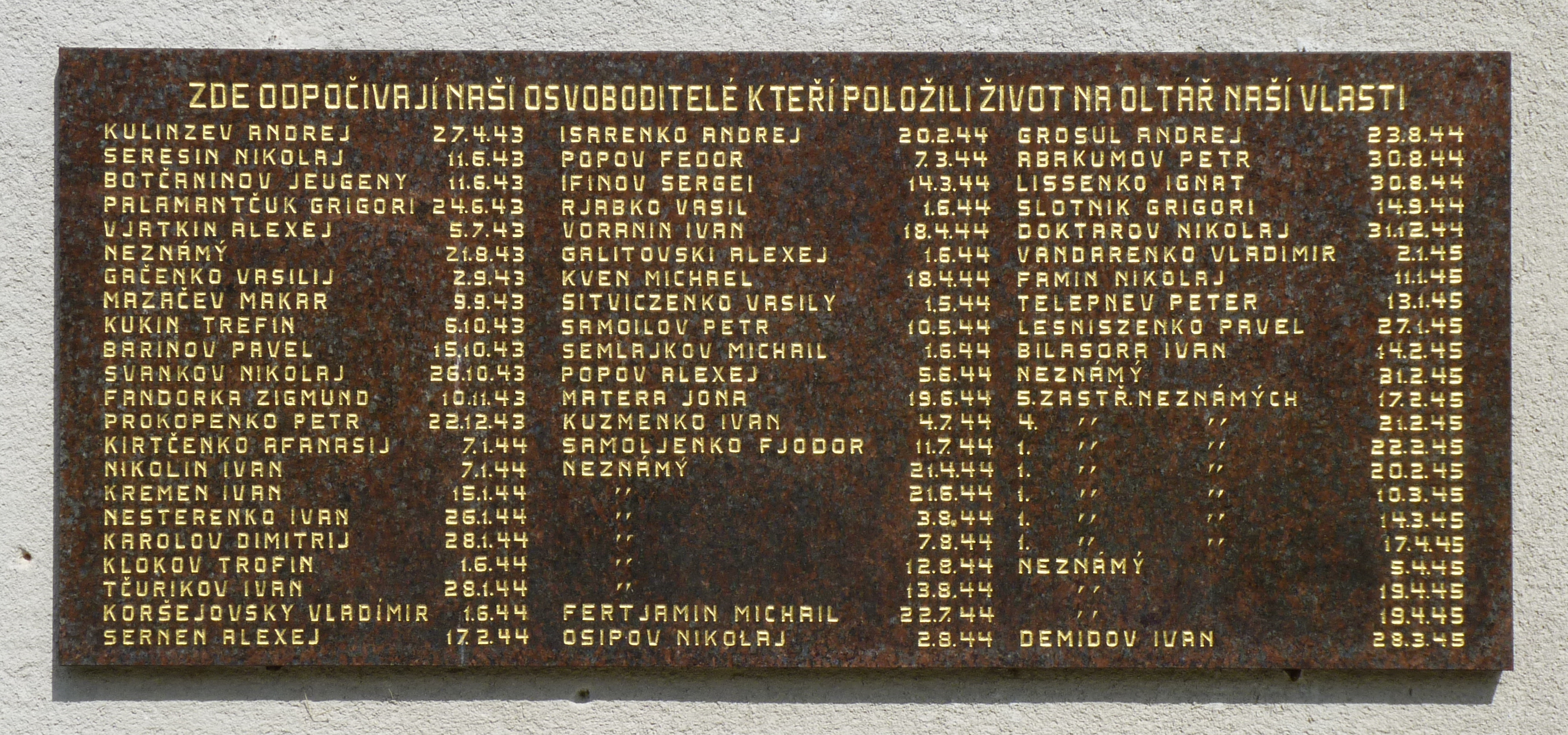
Hromadný hrob sovětských válečných zajatců, kteří zahynuli v Dolech u Karviné. Převládají ruská a ukrajinská příjmení.

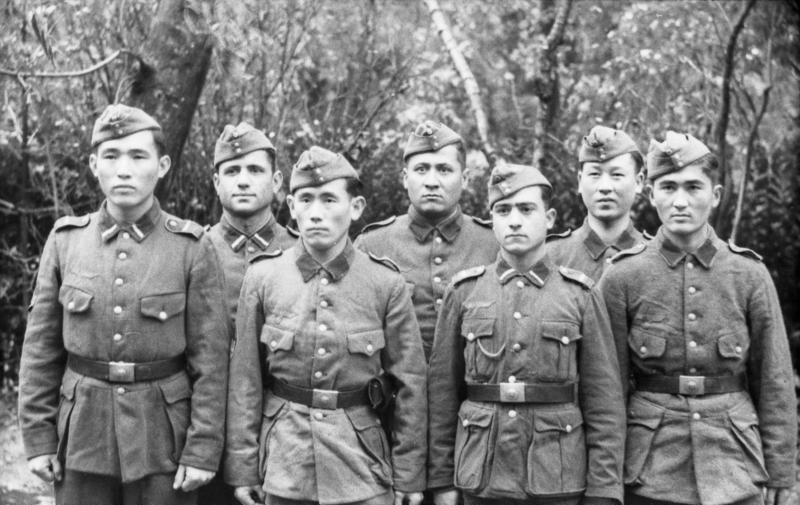
Zajatí muslimští sovětští vojáci rudé armády sloužili ve velkých počtech jako dobrovolníci ve skupině Ostlegionen v rámci Wehrmachtu

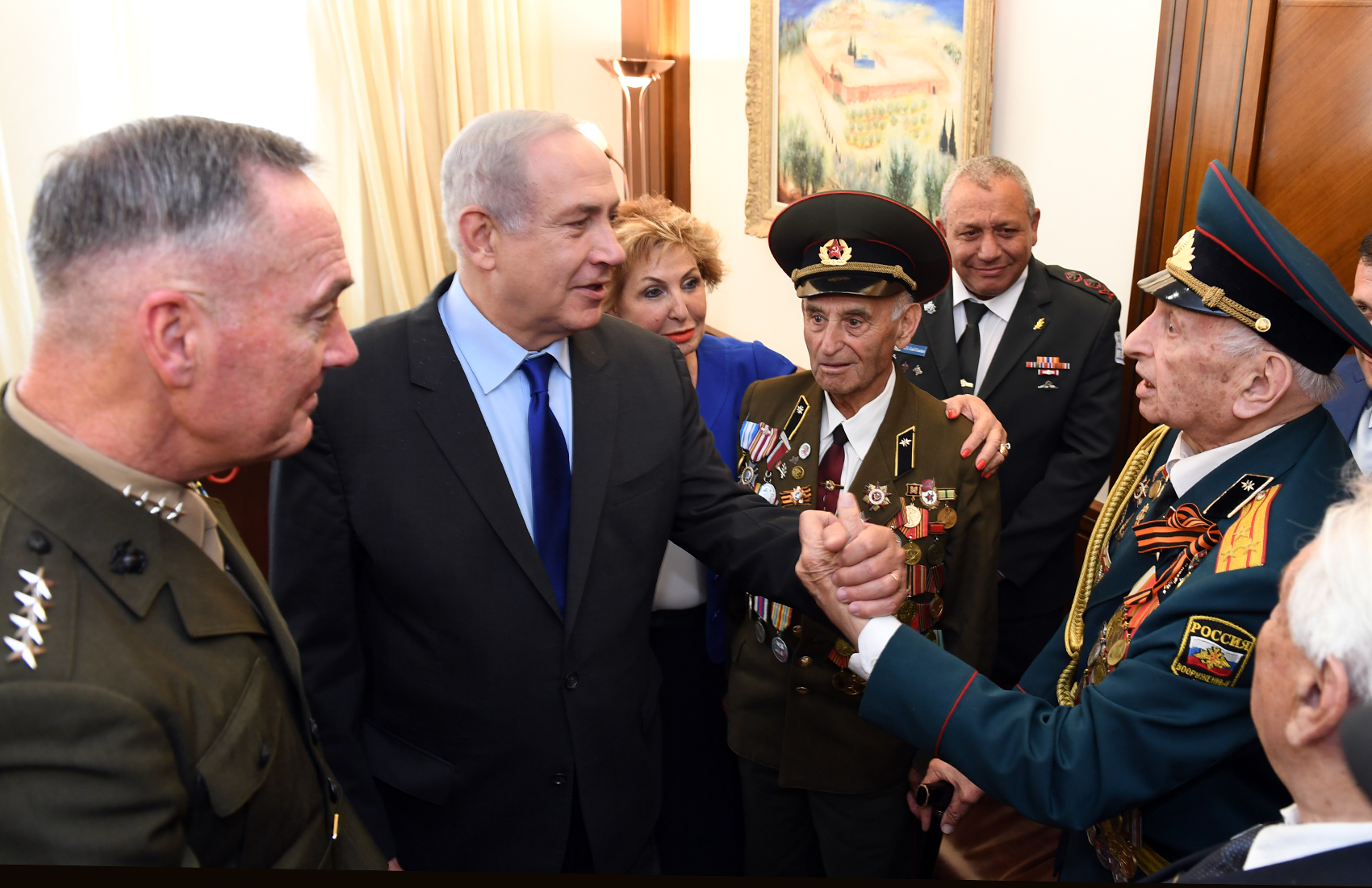
Židovští veteráni Rudé armády v Izraeli 9. května 2017

Rudá armáda byla složená především z příslušníků slovanských národů, žijících na území Sovětského svazu, tedy ve východní Evropě, na Sibiři, na ruském Dálném východě a v jiných oblastech, což byli hlavně Rusové, Ukrajinci a Bělorusové. Také muži slovanské národnosti, kteří byli nebo se po přepadení tehdejšího Polska Německem a následně Sovětským svazem v roce 1939 stali občany SSSR (Poláci, Češi, Srbové a další), museli sloužit jako vojáci Rudé armády. Rekruti neslovanských národností z oblastí střední Asie, Kavkazu i ruského Dálného východu příliš povoláváni nebyli. Po obrovských ztrátách na životech po přepadení SSSR nacistickým Německem v roce 1941 začali být masově povoláváni do armády i příslušníci neslovanských národů a etnických skupin. Byly vytvářeny i „národní“ divize a smíšené brigády, do kterých byli zařazováni Litevci, Lotyši, Estonci, Gruzínci, Arméni, Čečenci, Mongolové, Kalmykové, Kazaši, Tataři, Ázerbájdžánci, Uzbeci, Tádžikové, Turkmeni, Kyrgyzové či Baškirové. Velitelé těchto divizí byli ovšem většinou ruské národnosti. U jednotek složených z pobaltských národů se nejednalo jen o vojenské, ale i politické a propagandistické důvody, aby mohla být ospravedlněna intervence do Pobaltí z roku 1940. V Rudé armádě bojovalo přes 500 000 sovětských Židů.
Po vytlačení německých vojsk z území Ukrajiny a Běloruska v letech 1943 a 1944 proběhla mobilizace místních mužů a stoupl tak podíl Ukrajinců a Bělorusů v Rudé armádě. Podle oficiálních údajů k 1. lednu 1945 sloužilo v armádách 1., 2. a 4. ukrajinského frontu, které měly hlavní podíl na porážce německých vojsk na území Československa, celkem 1 049 229 Rusů, 610 668 Ukrajinců, a 39 476 Bělorusů.

### Střelecké vojsko
Základ Rudé armády jako ve všech armádách tvořila střelecká pěchota. Střelecké vojsko bylo největší bojovou složkou a představovalo 75 % pozemního vojska. Na začátku druhé světové války tvořilo každou střeleckou divizi 14 000 vojáků, podporovaných 3 000 koňmi, 600 automobily, 44 těžkými děly, 150 minomety a 20 tanky.

## Přísaha
Tak jako v ostatních armádách, museli všichni vojáci Rudé armády složit vojenskou přísahu. Její text až na pár drobných úprav zůstával stejný. Verze z roku 1941:
| „ | "Já, občan Svazu sovětských socialistických republik, vstupujíce do řad Dělnicko-rolnické Rudé armády skládám přísahu a slavnostně se zavazuji být čestným, statečným, disciplinovaným, ostražitým vojákem, přísně chránit vojenská a státní tajemství, bezvýhradně se řídit všemi vojenskými řády a plnit rozkazy velitelů a náčelníků. Přísahám, že budu svědomitě studovat vojenskou nauku, všemi prostředky chránit vojenský i lidový majetek a do posledního dechu budu oddán svému Lidu, své Sovětské Vlasti a dělnicko-rolnické vládě. Budu vždy připraven na rozkaz dělnicko-rolnické vlády vystoupit na obranu své vlasti - Svazu sovětských socialistických republik, a, jako vojín Dělnicko-rolnické Rudé armády, se zavazuji bránit ji chrabře, důstojně a čestně, nelitujíce své krve i samotného života pro dosažení plného vítězství nad nepřítelem. Pokud se zlým úmyslem poruším tuto přísahu, nechť mně postihne tvrdý trest sovětského zákona, všeobecná nenávist a opovržení pracujících." | “ |

## Galerie

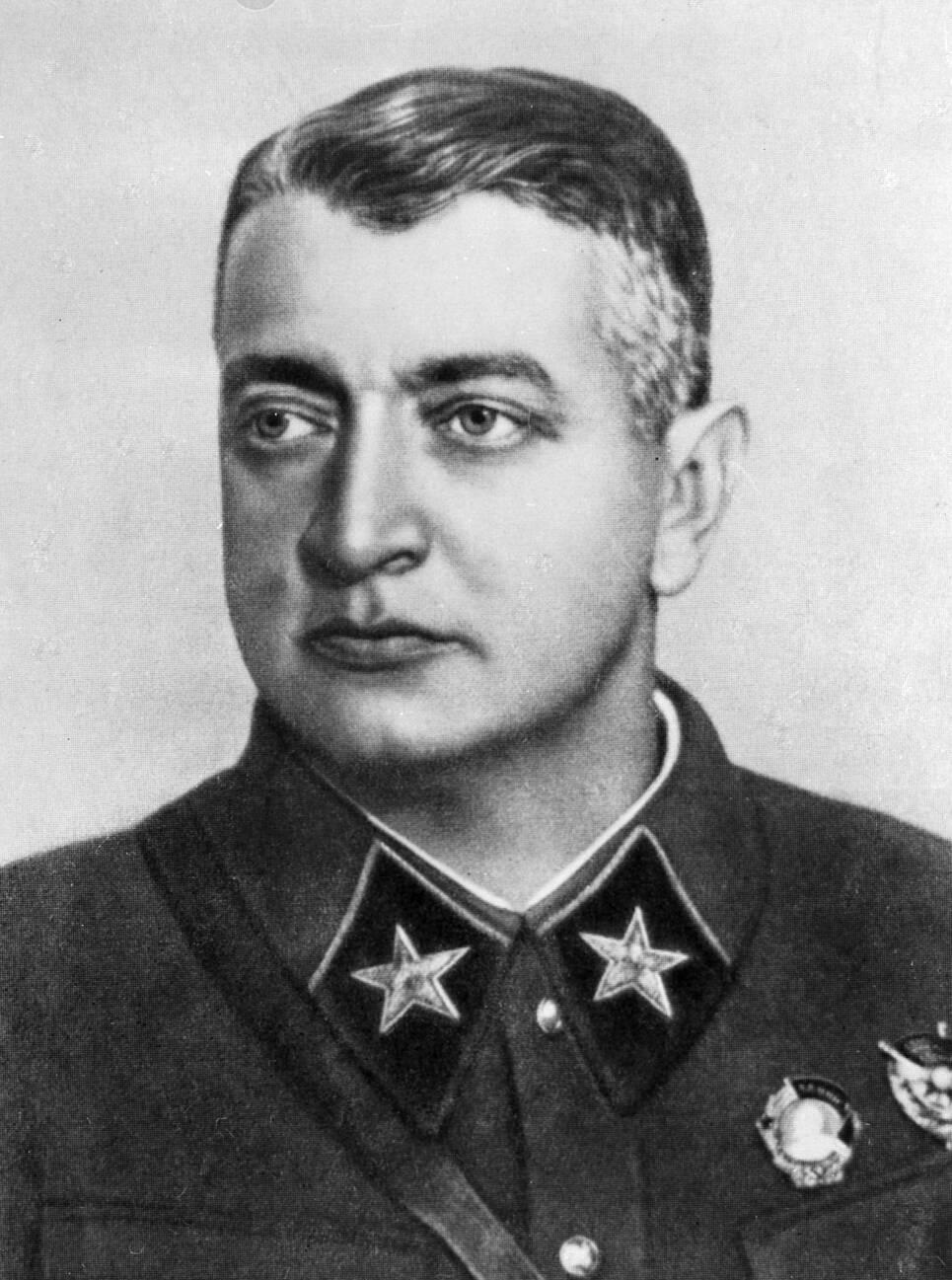
Michail Tuchačevskij, který byl popraven na Stalinův příkaz během čistky v Rudé armádě roku 1937
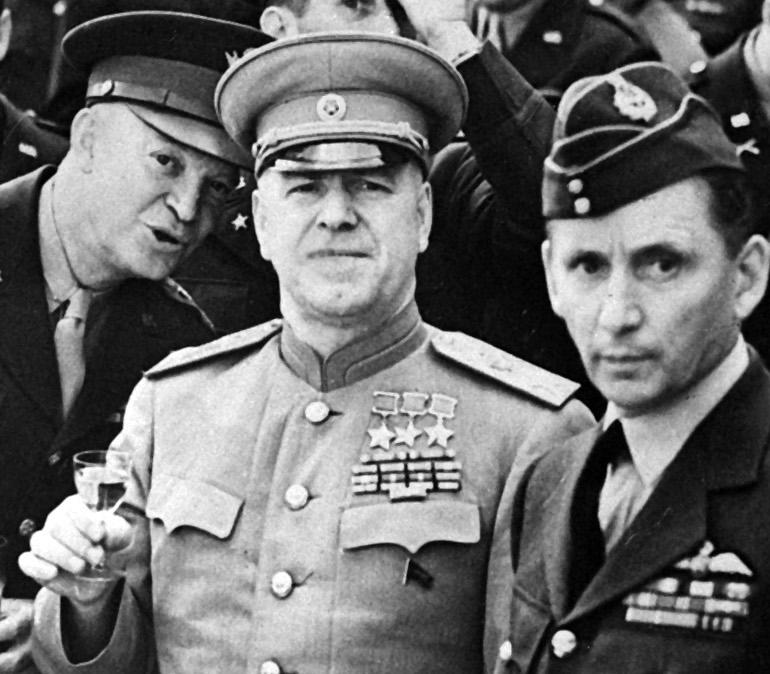
Georgij Žukov, který velel v bitvách před Moskvou, u Stalingradu, u Kurska, nebo o Berlín
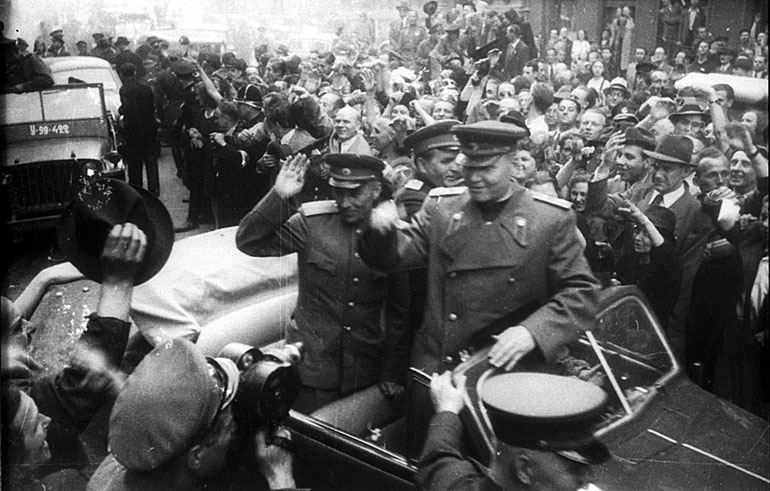
Ivan Stěpanovič Koněv při osvobození Prahy v květnu 1945
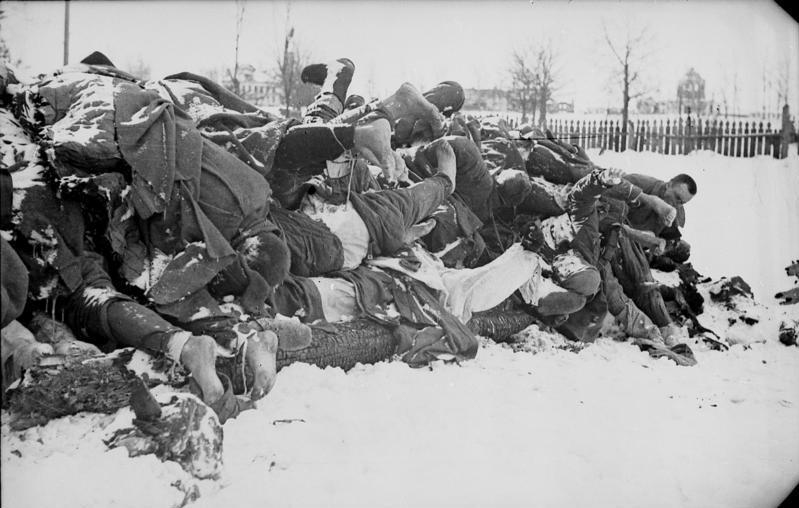
Padlí rudoarmějci po porážce v cholmském kotli v lednu 1942
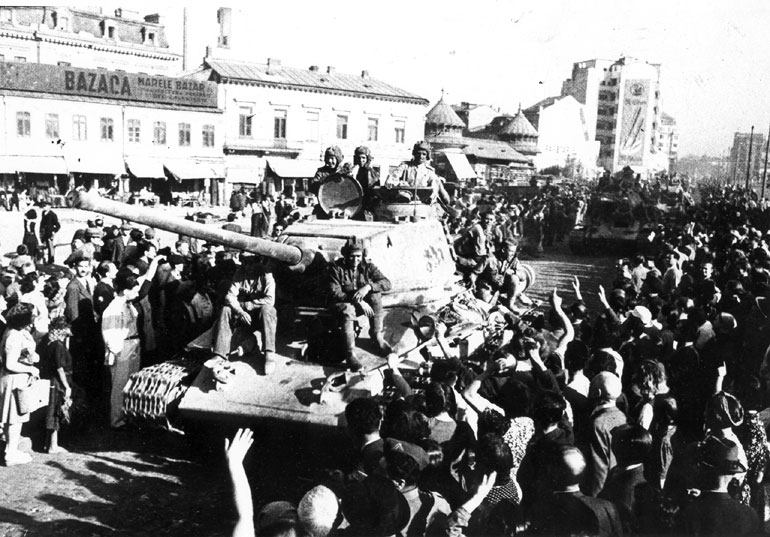
Osvobození Bukurešti Rudou armádou v srpnu 1944
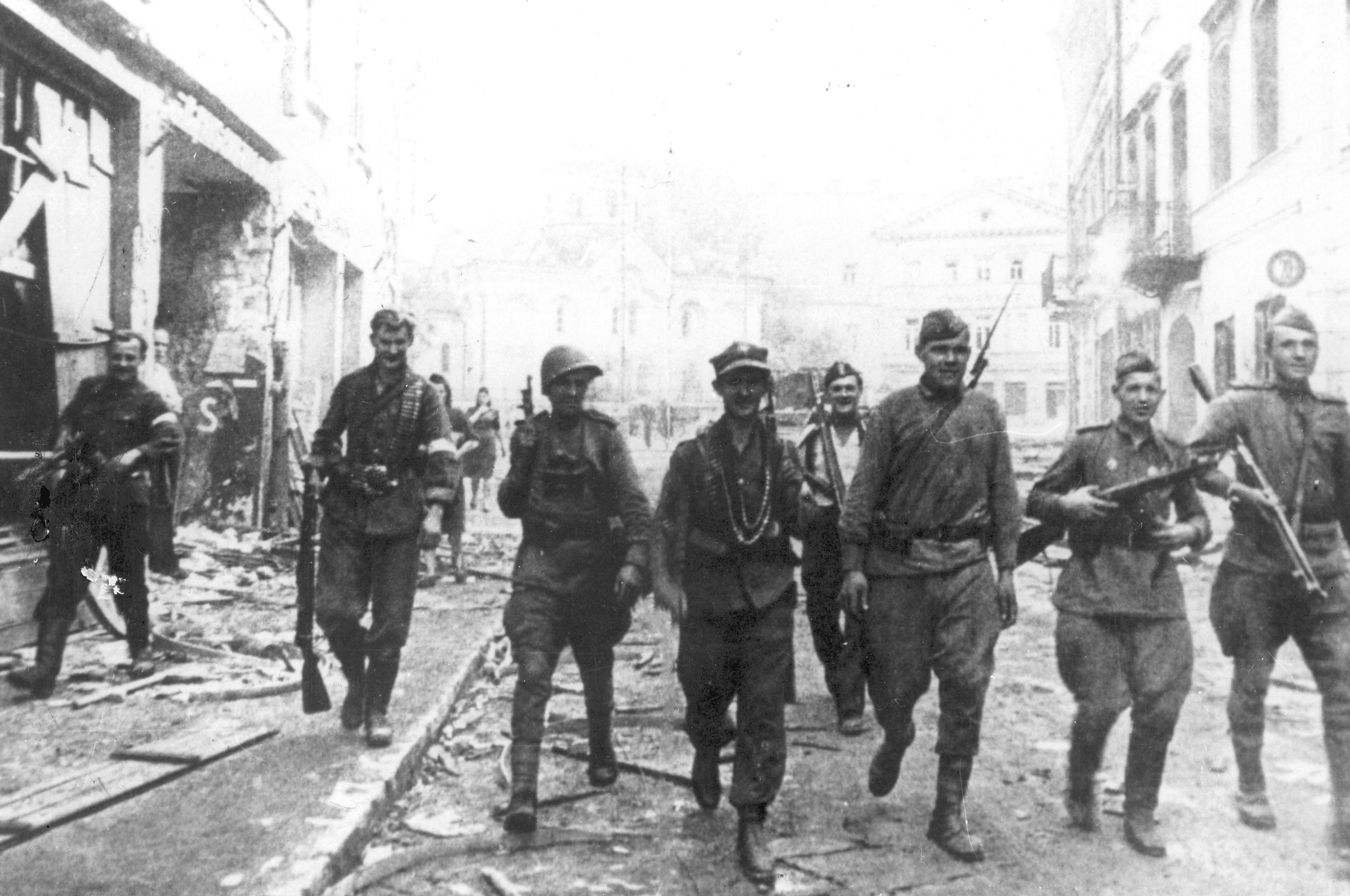
Rudoarmějci s vojáky polské Zemské armády v ulicích Vilniusu v červenci 1944
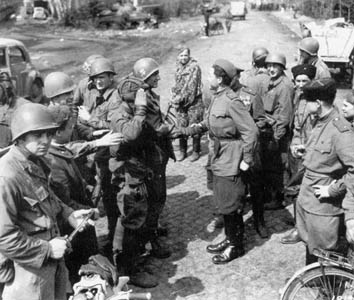
Setkání sovětských a amerických vojáků na Labi v dubnu 1945
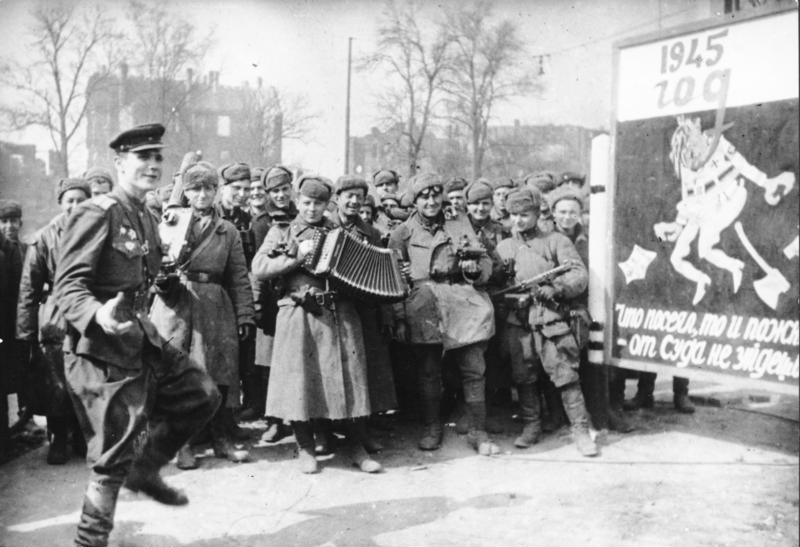
Rudoarmějci oslavují vítězství v ulicích Berlína v květnu 1945
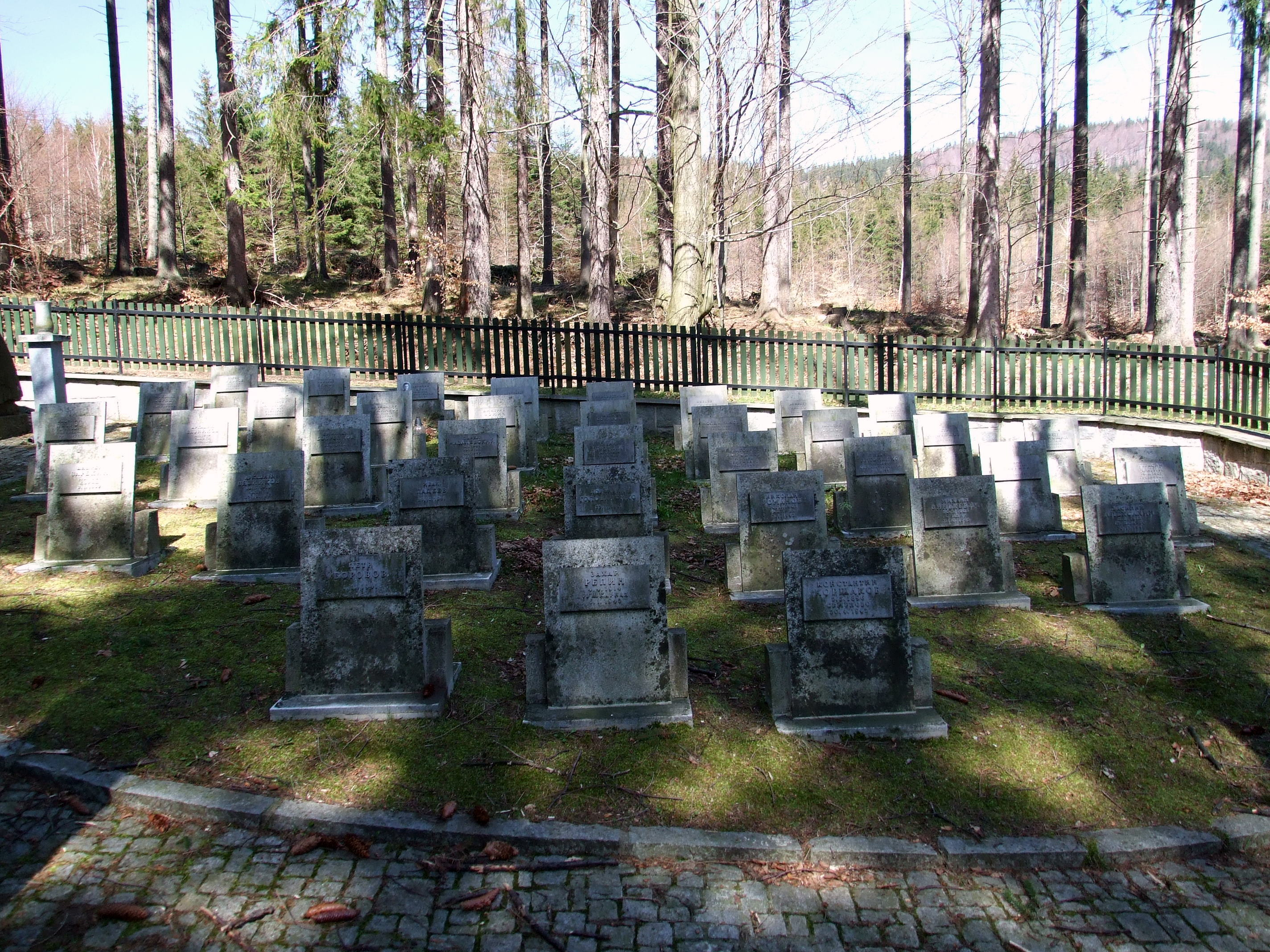
Náhrobky sovětských zajatců v Adolfovicích, kteří zemřeli v letech 1941–42
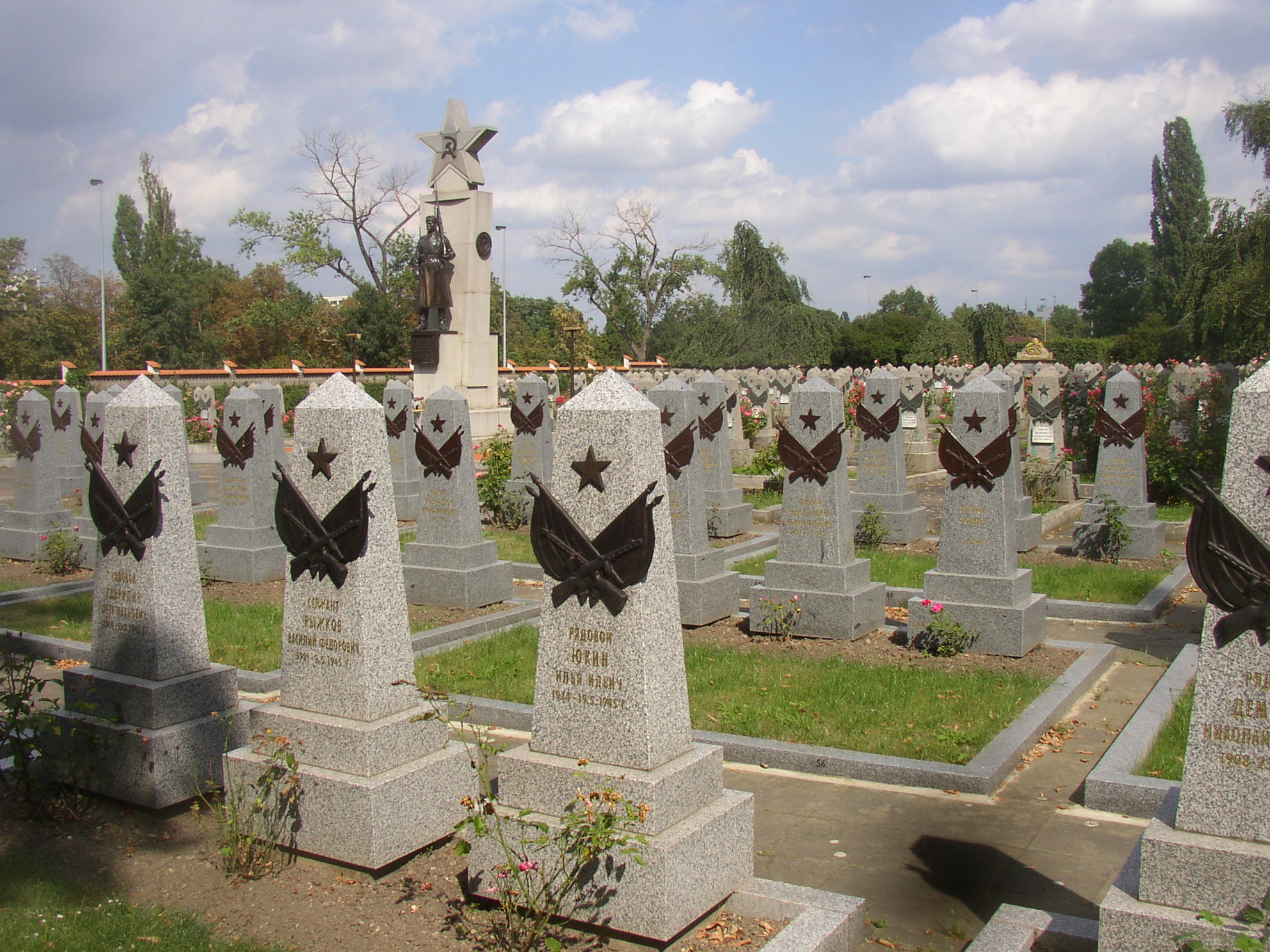
Hřbitov rudoarmějců padlých při osvobozování Prahy v květnu 1945
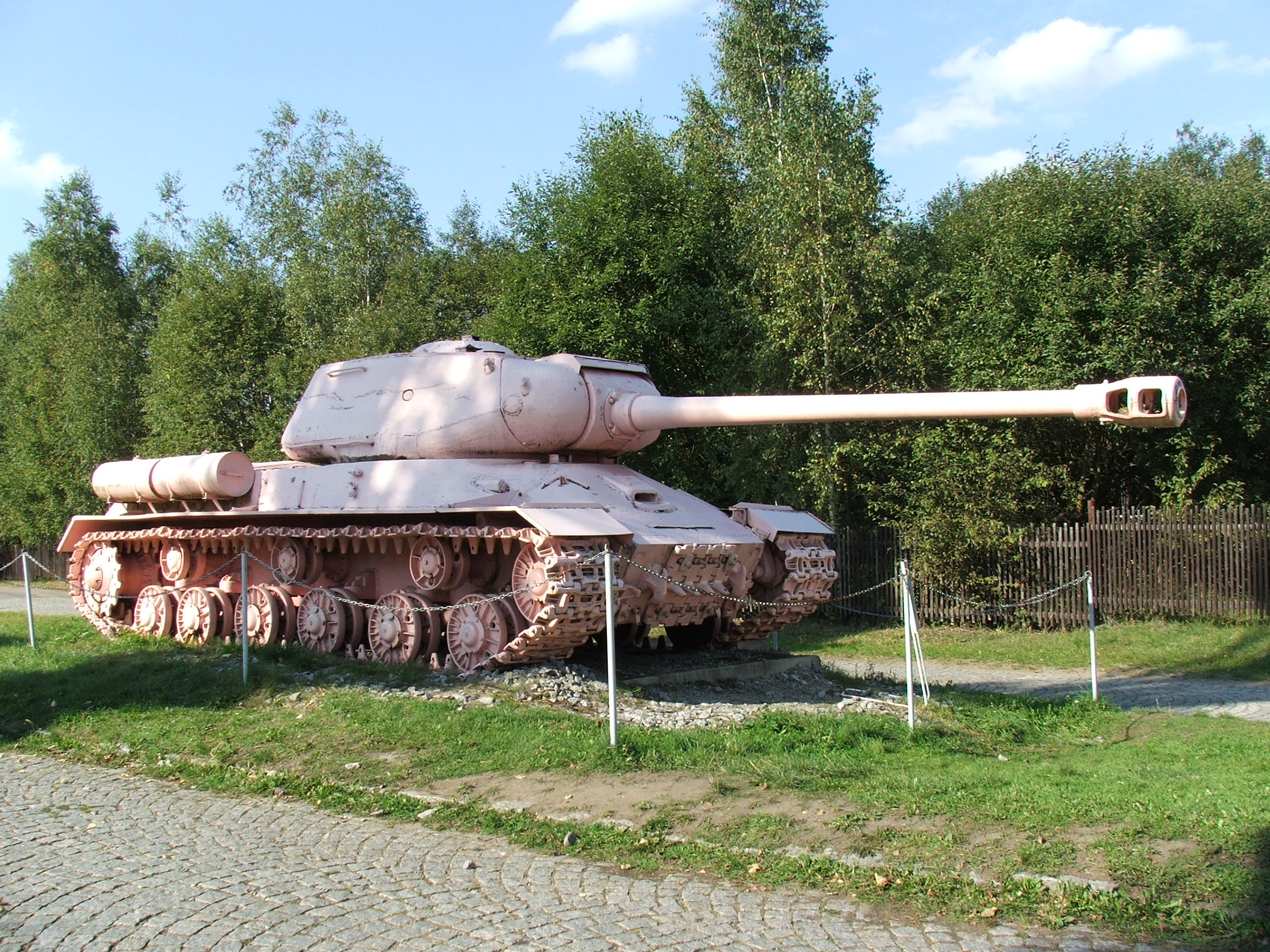
Růžový tank IS-2, který byl dříve památníkem
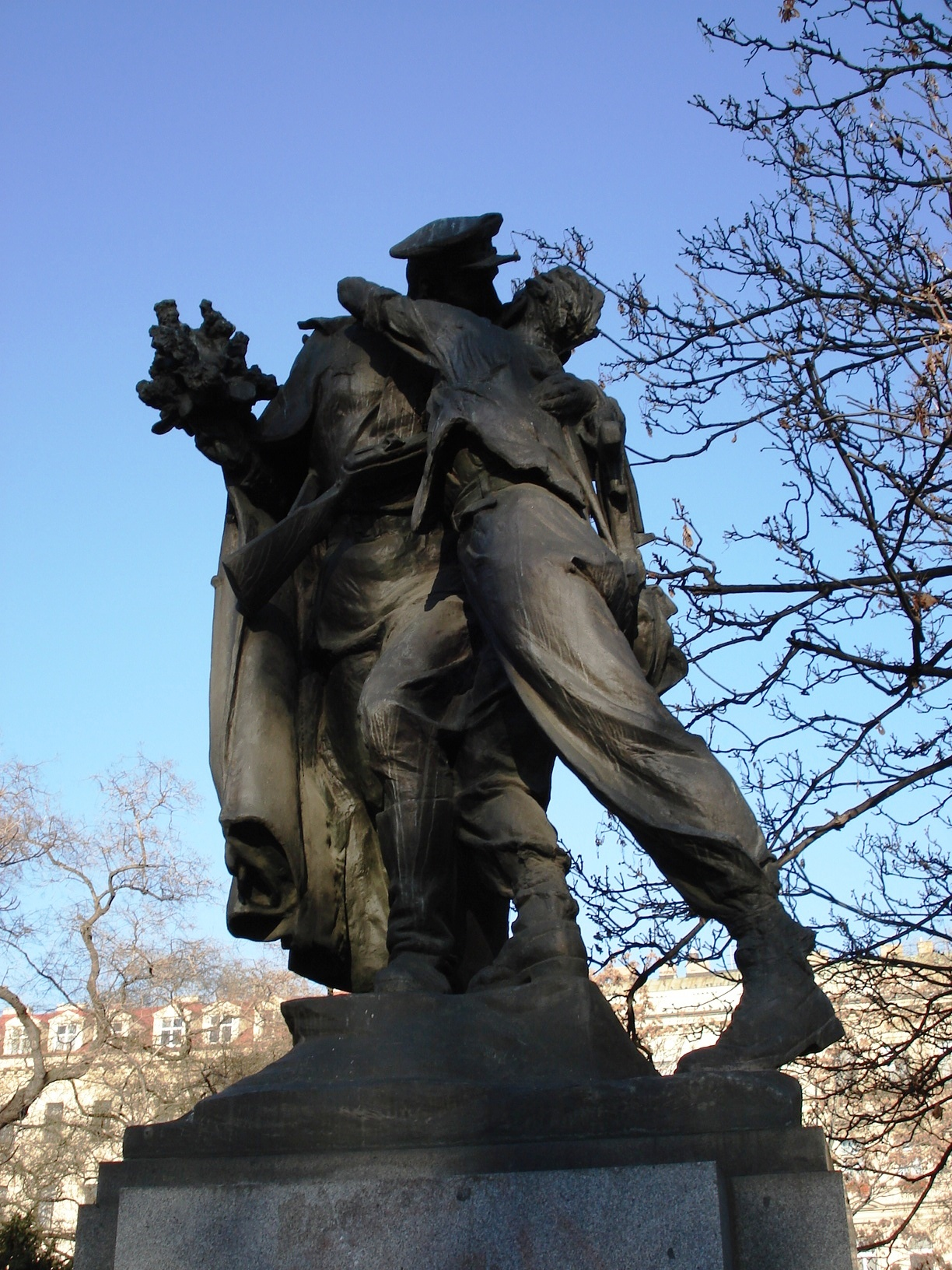
Památník u Hlavního nádraží v Praze
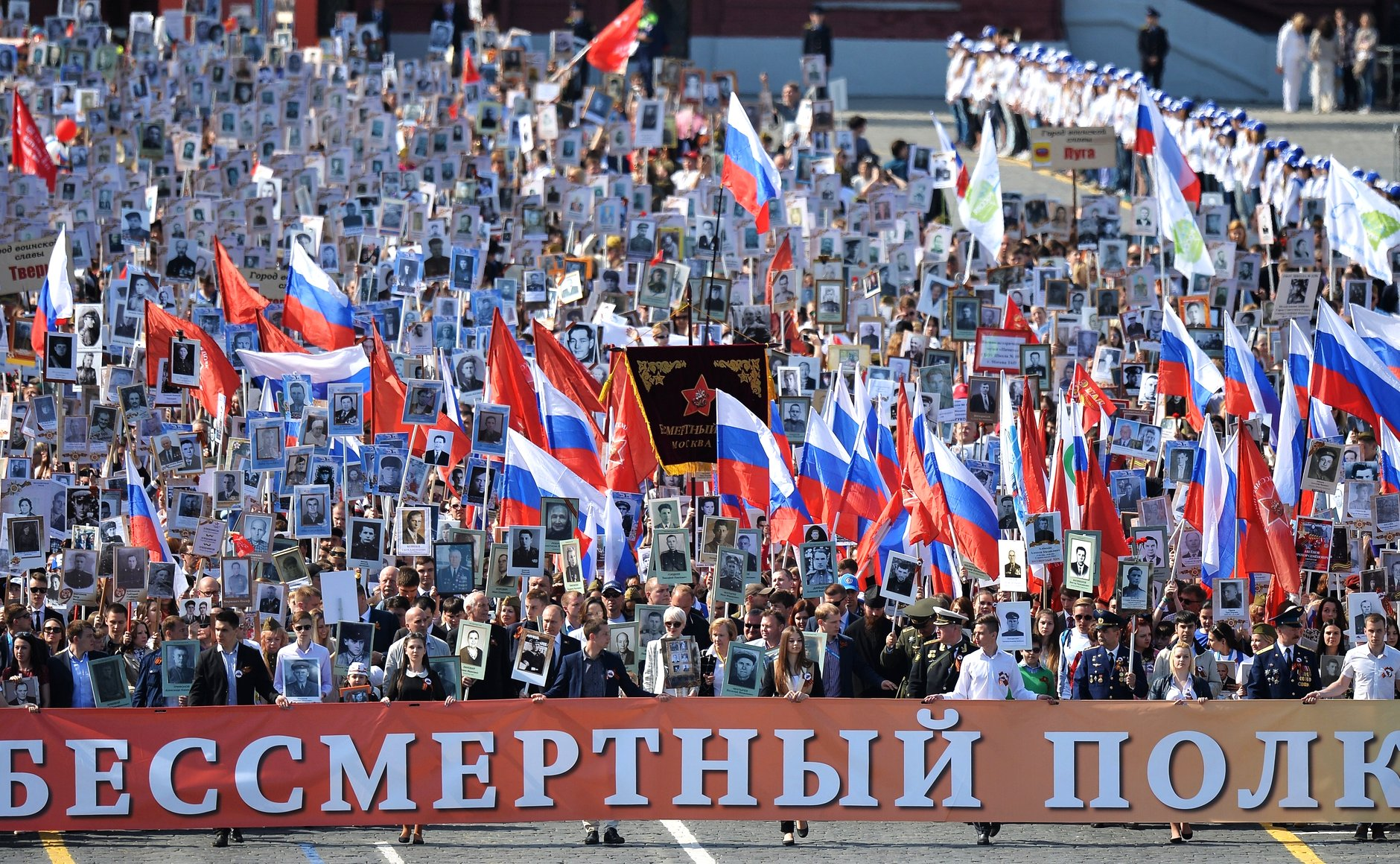
„Nesmrtelný pluk“ v Moskvě 9. května 2015, kdy lidé nesou portréty svých předků, kteří bojovali ve 2. světové válce
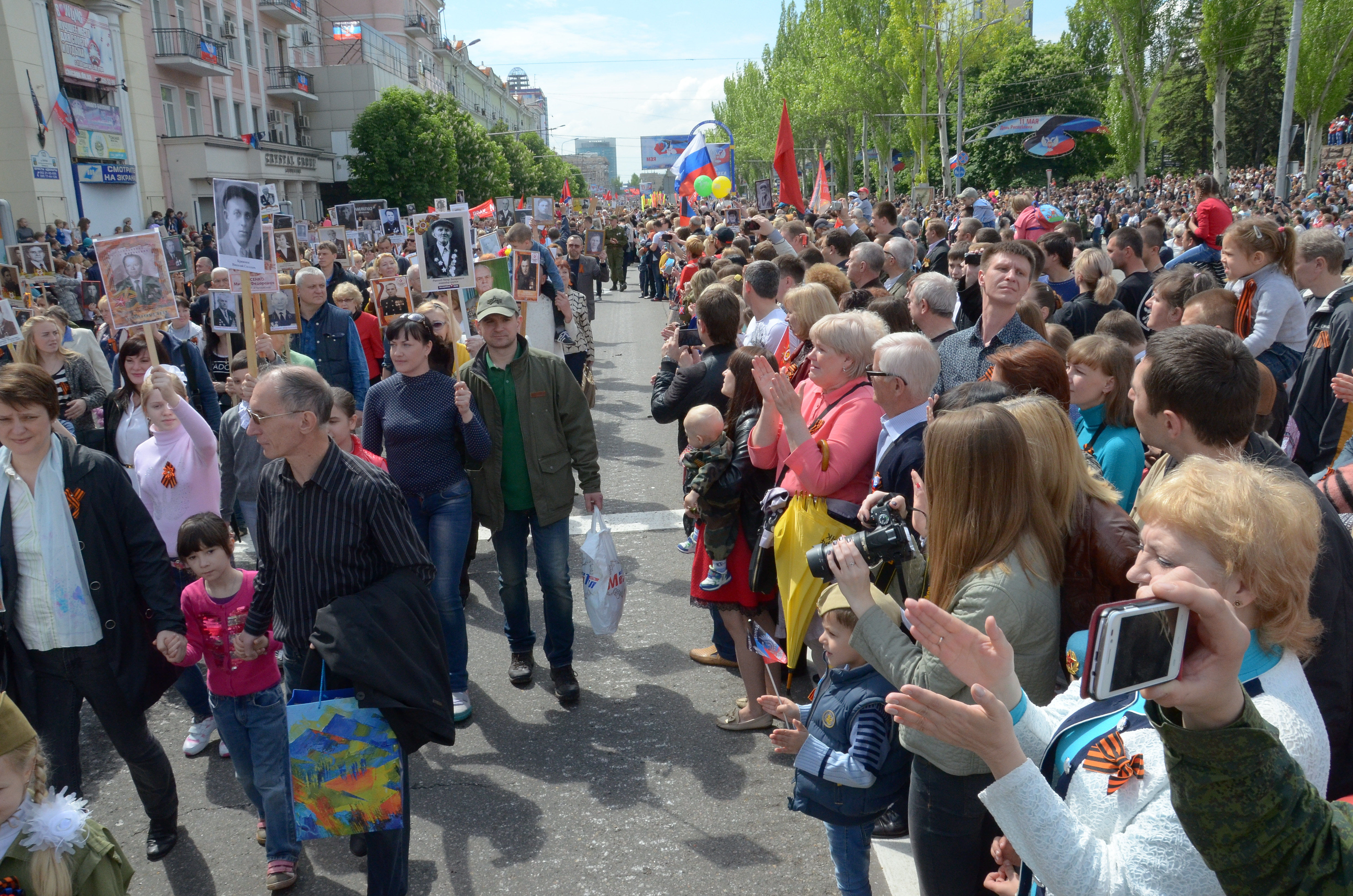
Průvod „Nesmrtelného pluku“ v Doněcku 9. května 2016
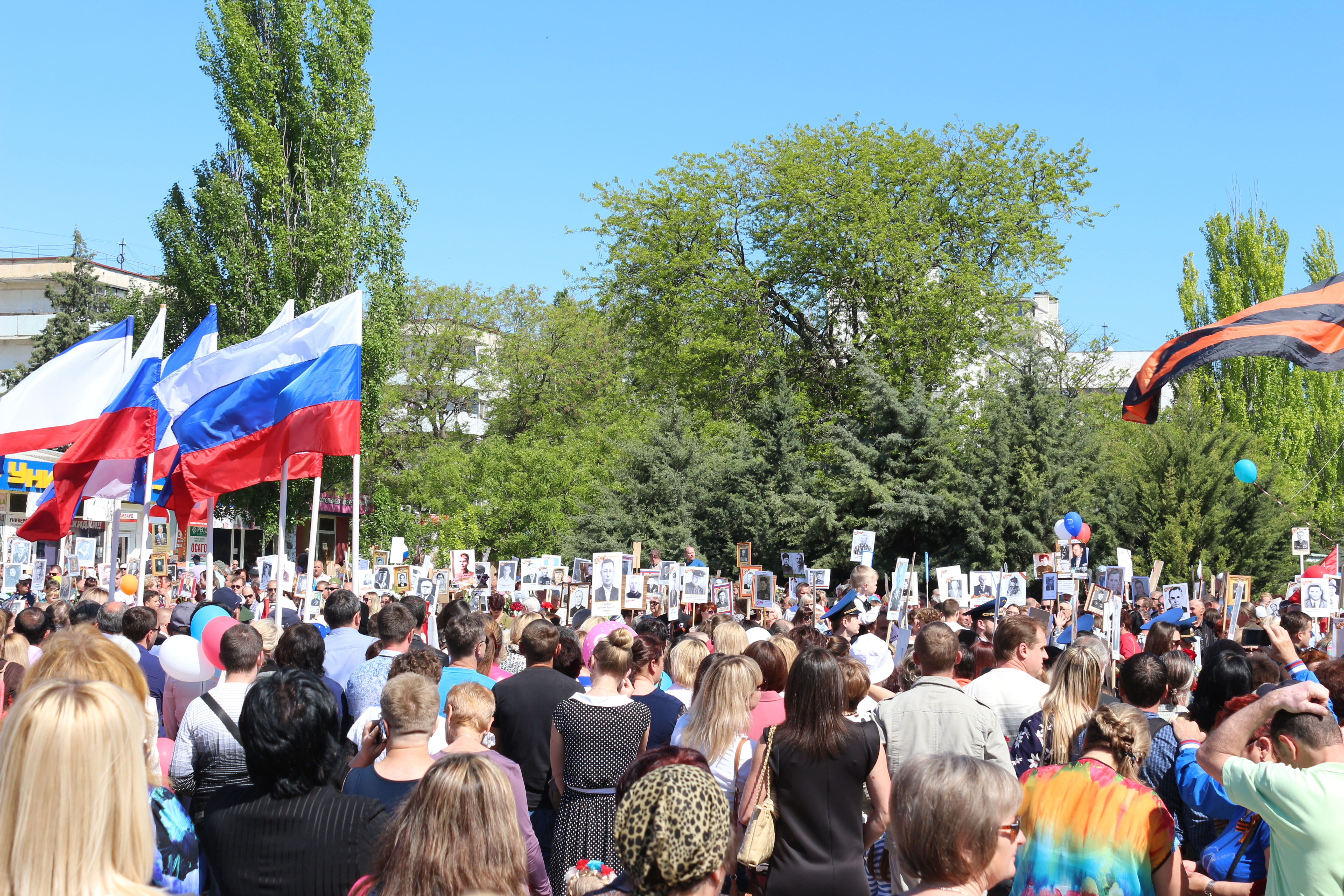
„Nesmrtelný pluk“ ve městě Saki na Krymu 9. května 2016